# Írország a 2020. évi téli ifjúsági olimpiai játékokon
Írország a Lausanneban megrendezett 2020. évi téli ifjúsági olimpiai játékok egyik részt vevő nemzete volt.

## Alpesisí

### Fiú
| Versenyző    | Versenyszám            | 1. futam      | 1. futam      | 2. futam      | 2. futam      | Összesen | Összesen |
| Versenyző    | Versenyszám            | Idő           | Hely.         | Idő           | Hely.         | Idő      | Hely.    |
| ------------ | ---------------------- | ------------- | ------------- | ------------- | ------------- | -------- | -------- |
| Matthew Ryan | Műlesiklás             | Nem ért célba | Nem ért célba | Kiesett       | Kiesett       | Kiesett  | Kiesett  |
| Matthew Ryan | Óriás-műlesiklás       | 1:06,80       | 28.           | Nem ért célba | Nem ért célba | Kiesett  | Kiesett  |
| Matthew Ryan | Szuperóriás-műlesiklás |               |               |               |               | 58,70    | 45.      |
| Matthew Ryan | Összetett              | 58,70         | 45.           | 35,41         | 17.           | 1:34,11  | 25.      |

### Lány
| Versenyző   | Versenyszám      | 1. futam      | 1. futam      | 2. futam | 2. futam | Összesen | Összesen |
| Versenyző   | Versenyszám      | Idő           | Hely.         | Idő      | Hely.    | Idő      | Hely.    |
| ----------- | ---------------- | ------------- | ------------- | -------- | -------- | -------- | -------- |
| Emma Austin | Műlesiklás       | 51,66         | 35.           | 50,36    | 27.      | 1:42,02  | 28.      |
| Emma Austin | Óriás-műlesiklás | Nem ért célba | Nem ért célba | Kiesett  | Kiesett  | Kiesett  | Kiesett  |